# Simone Badal-McCreath
Simone Anne Marie Badal-McCreath là một nhà hóa học và nhà nghiên cứu ung thư người Jamaica. Năm 2014, bà là một trong năm phụ nữ được trao giải thưởng Elsevier Foundation Award for Early Career Scientists in the Developing World giúp bà có được một phòng thí nghiệm tại Viện Natural Products Institute để nghiên cứu đặc tính chống ung thư của các sản phẩm tự nhiên ở Jamaica. Bà hiện là giảng viên về Khoa học y học cơ bản tại Đại học Tây Ấn (UWI) ở Mona, Jamaica.

## Tác giả
Cùng với Rupika Delgoda, bà là đồng tác giả của sách giáo khoa Pharmacognosy: Fundamentals, Application and Strategy. Bà hiện đang viết cuốn sách đầu tiên của mình, A Woman's Journey to Success.

## Sự nghiệp
Badal-McCreath hiện đang tập trung nghiên cứu chủng phân lập thực vật Jamaica có thể chứa các đặc tính chống ung thư, và bà lập dòng tế bào Jamaica, để chống lại sự chiếm ưu thế của tế bào vượt trội thuộc chủng người da trắng trong nghiên cứu.Cụ thể hơn, Badal-McCreath và các cộng sự đã phân lập được các hợp chất có trong một loài rong biển phổ biến có tên là Cympolia barbata và thử nghiệm trên tế bào người. Họ phát hiện ra rằng hai trong số các hợp chất này đã chặn con đường dẫn đến ung thư trong các tế bào ung thư đại tràng. Cympolia barbata là một trong sáu loài thực vật đặc hữu của vùng biển Caribê có các hợp chất hứa hẹn là tác nhân chống ung thư.
Với mục tiêu phổ biến rộng rải sản phẩm của mình, dẫn bà theo đuổi bằng Thạc sĩ Quản trị Kinh doanh (MBA) tại Đại học Wales, Cardiff. Bà tin rằng mục tiêu cuối cùng của nghiên cứu khoa học là để kiếm tiền và đóng góp cho xã hội.